# 388. Feldausbildungs-Division
Die 388. Feldausbildungs-Division war eine deutsche Infanteriedivision im Zweiten Weltkrieg. Sie stellt durch die Divisionsgeschichte einen ungewöhnlichen Großverband dar.

## Geschichte

### Aufstellung
Die Division wurde am 9. September 1942 als Feldausbildungs-Division im nördlichen Sektor der russischen Front für die Heeresgruppe Nord aufgestellt und stand daher den drei Sicherungs-Divisionen 207, 281 und 285 zur Unterstützung bereit. Dafür wurden Soldaten der 16. und 18. Armee und Personen des Jahrgangs 1924 aus dem RAD zur Ausbildung herangezogen. Heimatstandort war erst Schröttersburg und später Marienburg im Wehrkreis I. Meist wurden nach etwa vier Monaten die Rekruten gegen unausgebildetes Personal ausgetauscht.

### Volksdeutsche Mannschaften
Anfangs bestand die Division aus rund 7.000 Mann ohne schweren Waffen und mit mangelhaftem Zusatzmaterial. Über den Bestand der Division hinweg gab es zahlreiche Beschwerden über den Verband, welche sich aus der fehlenden Erfahrung, der mangelnden Ausstattung, fehlenden Sprachkenntnis; es waren hauptsächlich Volksdeutsche französischer und polnischer Herkunft; und krimineller Vergangenheit der Divisionsangehörigen ergaben. Versorgungsengpässe verschlimmerte die Lage zusätzlich. Vom Aufstellungszeitpunkt bis Mai 1943 wurden bereits 181 Strafsachen dokumentiert.

### Partisanenbekämpfung
Die Division wurde ab Oktober 1942 gegen Partisanen eingesetzt und aufgrund der mangelnden Ausbildung war der Verlust mit 112 Rekruten bis Februar 1944 verhältnismäßig groß. 

### Kriegsverbrechen
Der Kommandeur der Division gab für den Partisanenkampf den Befehl heraus, Dorfbewohner ohne Ausweis „als Banditen zu behandeln“ und Widerstand „ggf. mit Erschießung jedes fünften Ortsangehörigen zu ahnden“.

### Umgliederung
Ende Dezember 1943 wurde die Division im Zuge der 23. Aufstellungswelle um sechs Grenadier-Ausbildungs-Regimenter ergänzt, ohne aber Artillerie- oder Versorgungseinheiten beigestellt zu bekommen. Die Division verfügte zu diesem Zeitpunkt über knapp 5.000 Soldaten.

### Kurland
Mit dem Sieg der Sowjets in Leningrad folgte der Rückzug der Division nach Kurland, wo sie bis zum Kriegsende im Kurlandkessel verblieb.

### Umgliederung
Im Februar 1944 wurde die Division auf drei Bataillone durch die Abgabe von zwei Grenadier-Bataillone (II./639 und III./640) an die 61. Infanterie-Division und einem Grenadier-Bataillons (II./640) an die 126. Infanterie-Division umgegliedert. Lediglich das Grenadier-Ausbildungs-Regiment 391 der 391. Feldausbildungs-Division wurde ergänzt.

## Feldausbildungs-Division Nord

### Aufstellung durch Umbenennung
Am 19. Mai 1944 wurde die 388. Feldausbildungs-Division in Feldausbildungs-Division Nord umbenannt. Mit der Umbenennung der Heeresgruppe Nord in Heeresgruppe Kurland folgte im Februar 1945 unter Aufwertung zu einer Infanterie-Division die erneute Umbenennung in Infanterie-Division Kurland. Die Division erreicht nie Kampfstärke oder konnten aufgrund fehlender Ausbildung an aktiven Kämpfen teilnehmen.

## Kommandeur
Kommandeur der Division war der bereits 60-jährige Generalleutnant Johann Pflugbeil.

## Gliederung
- Feldausbildungs-Regiment 639, später Grenadier-Regiment 639 (aus Breslau, Wehrkreis VIII)
- Feldausbildungs-Regiment 640, später Grenadier-Regiment 640 (aus Stettin, Wehrkreis II)
- Verpflegungsamt 388